# Кубок трёх наций 2000
Кубок трёх наций 2000 года — 5-й розыгрыш Кубка трёх наций, ежегодного турнира по регби-15 между командами Австралии, Новой Зеландии и ЮАР. Проходил с 15 июля по 26 августа. Победителем стала Австралия.

## Регламент
Команды проводят по две игры (одну дома, другую в гостях) с каждым из соперников. Побеждает команда, набравшая большее количество очков. Помимо очков за победу и ничью, можно, при выполнении определённых условиях, заработать бонусные очки:
- 4 очка за победу
- 2 очка за ничью
- 0 очков за поражение
- 1 очко за четыре или более занесённые командой попытки в матче, вне зависимости от конечного результата игры (бонус в атаке)
- 1 очко за проигрыш в матче с разницей в семь или менее очков (бонус в защите)

## Результаты

### Итоговое положение команд
| Место | Команда        | Игры | Игры | Игры | Игры | Игровые очки | Игровые очки | Игровые очки | Бонусные очки | Всего очков |
| Место | Команда        | И    | В    | Н    | П    | +            | −            | ±            | Бонусные очки | Всего очков |
| ----- | -------------- | ---- | ---- | ---- | ---- | ------------ | ------------ | ------------ | ------------- | ----------- |
| 1     | Австралия      | 4    | 3    | 0    | 1    | 104          | 86           | +18          | 2             | 14          |
| 2     | Новая Зеландия | 4    | 2    | 0    | 2    | 127          | 117          | +10          | 4             | 12          |
| 3     | ЮАР            | 4    | 1    | 0    | 3    | 82           | 110          | -28          | 2             | 6           |

### Матчи

#### Первый матч
| 15 июля 2000 19:35 или 20:00 (UTC+10)                                                  | \| Австралия \| 35:39 (24:24) Отчёт (англ.) \| Новая Зеландия \| \| Попытки: Латам, Мортлок (2), Пол, Рофф Реализации: Мортлок (2/5) Штрафные: Мортлок (2) \| Голы \| Попытки: Алатини, Каллен, Лому, Маршалл, Умага Реализации: Мертенс (4/5) Штрафные: Мертенс (2) \| | «Stadium Australia», Сидней Зрителей: 109 874 - 109 878 Судья: Андре Уотсон                    |
| Австралия                                                                              | 35:39 (24:24) Отчёт (англ.) | Новая Зеландия                                                                                 |
| Попытки: Латам, Мортлок (2), Пол, Рофф Реализации: Мортлок (2/5) Штрафные: Мортлок (2) | Голы | Попытки: Алатини, Каллен, Лому, Маршалл, Умага Реализации: Мертенс (4/5) Штрафные: Мертенс (2) |

#### Второй матч
| 22 июля 2000 14:35 или 19:35 (UTC+12)                                                         | \| Новая Зеландия \| 25:12 (19:12) Отчёт (англ.) \| ЮАР \| \| Попытки: Каллен (2) Реализации: Мертенс (0/2) Штрафные: Мертенс (3), Браун Дроп-голы: Мертенс \| Голы \| Штрафные: ван Страатен (3) · Дроп-голы: Монтгомери · : Крайдж 68'-78' \| | «Jade Stadium», Крайстчерч Зрителей: 49 000 Судья: Крис Уайт          |
| Новая Зеландия                                                                                | 25:12 (19:12) Отчёт (англ.) | ЮАР                                                                   |
| Попытки: Каллен (2) Реализации: Мертенс (0/2) Штрафные: Мертенс (3), Браун Дроп-голы: Мертенс | Голы | Штрафные: ван Страатен (3) · Дроп-голы: Монтгомери · : Крайдж 68'-78' |

#### Третий матч
| 29 июля 2000 19:35 или 20:00 (UTC+10)                                 | \| Австралия \| 26:6 (19:6) Отчёт (англ.) \| ЮАР \| \| Попытки: Мортлок, Пол Реализации: Мортлок (2/2) Штрафные: Мортлок (4) \| Голы \| Штрафные: ван Страатен (2) \| | «Stadium Australia», Сидней Зрителей: 77 048 Судья: Эд Моррисон |
| Австралия                                                             | 26:6 (19:6) Отчёт (англ.) | ЮАР                                                             |
| Попытки: Мортлок, Пол Реализации: Мортлок (2/2) Штрафные: Мортлок (4) | Голы | Штрафные: ван Страатен (2)                                      |

#### Четвёртый матч
| 5 августа 2000 14:35 или 19:35 (UTC+12)                             | \| Новая Зеландия \| 23:24 (20:18) Отчёт (англ.) \| Австралия \| \| Попытки: Каллен (2) Реализации: Мертенс (2/2) Штрафные: Мертенс (3) \| Голы \| Попытки: Мортлок, Рофф Реализации: Мортлок (1/2) Штрафные: Мортлок (3), Илес \| | «Westpac Stadium», Веллингтон Зрителей: 36 500 Судья: Джонатан Каплан        |
| Новая Зеландия                                                      | 23:24 (20:18) Отчёт (англ.) | Австралия                                                                    |
| Попытки: Каллен (2) Реализации: Мертенс (2/2) Штрафные: Мертенс (3) | Голы | Попытки: Мортлок, Рофф Реализации: Мортлок (1/2) Штрафные: Мортлок (3), Илес |

#### Пятый матч
| 19 августа 2000 15:10 или 17:00 (UTC+2)                                                                     | \| ЮАР \| 46:40 (33:27) Отчёт (англ.) \| Новая Зеландия \| \| Попытки: Уильямс, Флек (2), Сванипул (2), Делпорт Реализации: ван Страатен (5/6) Штрафные: ван Страатен (2) \| Голы \| Попытки: Каллен (2), Умага (2) Реализации: Мертенс (4/4) Штрафные: Мертенс (3) Дроп-голы: Мертенс \| | «Ellis Park», Йоханнесбург Зрителей: 57 233 - 57 250 Судья: Эндрю Коул                            |
| ЮАР | 46:40 (33:27) Отчёт (англ.) | Новая Зеландия                                                                                    |
| Попытки: Уильямс, Флек (2), Сванипул (2), Делпорт Реализации: ван Страатен (5/6) Штрафные: ван Страатен (2) | Голы | Попытки: Каллен (2), Умага (2) Реализации: Мертенс (4/4) Штрафные: Мертенс (3) Дроп-голы: Мертенс |

#### Шестой матч
| 26 августа 2000 15:10 или 17:00 (UTC+2) | \| ЮАР \| 18:19 (6:13) Отчёт (англ.) \| Австралия \| \| Штрафные: ван Страатен (6) \| Голы \| Попытки: Латам Реализации: Мортлок (1/1) Штрафные: Мортлок (4) \| | «ABSA Stadium», Дурбан Зрителей: 52 000 Судья: Пол Хонисс      |
| ЮАР                                     | 18:19 (6:13) Отчёт (англ.) | Австралия                                                      |
| Штрафные: ван Страатен (6)              | Голы | Попытки: Латам Реализации: Мортлок (1/1) Штрафные: Мортлок (4) |

| Кубок трёх наций 2000 Победитель |
| -------------------------------- |
| Флаг Австралии                   |
| Австралия 1-й раз                |